# Шурча
Шурча (тадж. Шӯрча) — село в сельской общине (джамоате) Халифа Хасан Пенджикентского района Таджикистана. Расстояние от села до центра района (г. Пенджикент) — 8 км. Население — 3452 человек (2017 г.), таджики.
В 2017 году было объявлено о том, что территория города Пенджикент к 2035 году будет увеличена за счёт сёл Кабудсанг, Наврузтеппа, Деваштич, Шурча, Савр, Зебон, Нуристон, Чорводор, Чинор, Дарвозакам, Сари-Камар, Вахдат и Озодагон.